# Bielawy (Szarłata)
Bielawy, dodatkowa nazwa w j. kaszub. Biélawë (niem. Bilawi) – część wsi Szarłata w Polsce, położona w województwie pomorskim, w powiecie kartuskim, w gminie Przodkowo, na Kaszubach, na obszarze Pojezierza Kaszubskiego.
Osada notowana jest od początku XIX w. po polsku jako Bielawy, po niemiecku jako Bilawi.  Jest to nazwa topograficzna od wyrazu pospolitego bielawy, znanego w dawnej polszczyźnie, a na Kaszubach występującego jako biélawë w znaczeniu 'łąka, gdzie bielono płótno bądź bieliznę'. Pierwotnie osada musiała więc powstać nad łąką lub na osuszonej łące. W związku z faktem, że niegdyś czynność bielenia była dość powszechna, do dziś pozostało dużo nazw Bielawy, określających jeziora i łąki lub osady nad nimi położone. 
W latach 1942-1945 miejscowość zamiast historycznej niemieckiej nazwy Bilawi, nosiła bardziej niemiecką w brzmieniu nazwę Bihland. Nastąpiło to w ramach przeprowadzonej przez hitlerowców szeroko zakrojonej akcji zmiany krajobrazu nazewniczego Pomorza Nadwiślańskiego, w ramach której usuwano nie tylko polskie nazwy, ale nawet i te dawne niemieckie, które zawierały w sobie słowiański rdzeń.
W 1885 r. osada liczyła 5 domów i 31 mieszkańców.
W latach 1975–1998 Bielawy administracyjnie należały do województwa gdańskiego.